# Teixidor castany
El teixidor castany (Ploceus rubiginosus) és un ocell de la família dels ploceids (Ploceidae).

## Hàbitat i distribució
Habita sabanes amb acàcies al sud-oest d'Angola i nord i centre de Namíbia. Extrem sud-est del Sudan, Eritrea, Etiòpia i nord-oest i sud-oest de Somàlia cap al sud fins al nord-est d'Uganda, Kenya i centre i nord-est de Tanzània.